# Омуртаг
 Тази статия е за българския владетел.  За града вижте Омуртаг (град).  
Омурта̀г (на гръцки: Μορτάγων, Ομουρτάγ) е български владетел, син на Крум. Управлява България от 814 до 831 г. Сключва 30-годишен мирен договор с Византия. Това му помага да продължи укрепването вътре в държавата. Предприема усилена строителна дейност. Страхува се от засилването на византийското влияние в ханството и затова предприема гонения срещу християните. 

## Възкачване на престола
Смъртта на Крум и личността на неговия наследник са будили в историографията различни спорове и интерпретации на събитията. Счита се, че настъпва кратък период от няколко месеца на политическа нестабилност. Изворите споменават за трима български управници за периода 814 – 816 г. – Дукум, Диценг и Цог. Има няколко хипотези за ролята на тези велможи: Крумови военачалници с важна роля в развоя на събитията, но без да владеят трона, кратко последователно управлявали България канове, регенти на малолетния Омуртаг, узурпатори на трона, които го владеят общо. Тъй като е невъзможно да се определи точно какво е станало, като компромисно решение се приема възгледът на професор Васил Гюзелев, че Омуртаг наследява баща си след кратки смутове в държавното управление. Споменаван е с титлата „кана(с)убиги“. 

## Външна политика

### Първи години от управлението на Омуртаг
Ненадейната смърт на Крум оставя множество български войски в Тракия, защитаващи важни стратегически позиции. Българите продължават бойните действия през 814 – 815 г., като отхвърлят византийското предложение за мир. Това принуждава византийския император Лъв V Арменец през зимата на 815 – 816 г. да организира морски десант, при който византийците дебаркират край Несебър и го превземат, като с това отварят фронт в тила на българите. Със следващите си действия византийците успяват да си възвърнат по-важните крепости в Източна Тракия.
Освен гореспоменатото нападение византийците предприемат и други мерки срещу българите. В началото на 814 г. византийско пратеничество е прието от франкския владетел Лудвиг Благочестиви. Според западните летописци целта е съюз между двете държави, насочен срещу България. Не се знае дали се стига до съюз, но се предполага, че франкският император не се ангажира с конкретни действия. Въпреки това новината за преговорите между двете империи стига до Плиска. Така през 815 г. е сключен 30-годишен мирен договор скрепен с взаимна клетвена церемония в Цариград, при която император Лъв V Арменец извършва прабългарска езическа клетва, а българският владетел изпълнява християнски обичай. Част от текста на договора намираме в Сюлейманкьойския надпис открит при село Сечище, Новопазарско. Договорът се състои от 11 клаузи, като до нас са достигнали първите четири:
- Първата клауза уточнява границата в Тракия. Тя започвала от Черноморското крайбрежие при Девелт, минавала по окопа Еркесия, продължавала към Макри Ливада (Хасковско) на река Марица и оттам – към Родопите и Стара планина, но без да включва Пловдив и областта му;
- Втората клауза урежда въпроса за славяните, които живеят в пределите на Византия.
- Третата клауза урежда въпроса за славяните от крайморската област.
- Четвъртата клауза урежда размяната на пленници.

Този договор се оказва изключително полезен за България, тъй като страната се нуждае от мир. Войската е изморена, столицата Плиска – в развалини, а и Империята вече не е заплаха за българите. Договорът е сключен за период от 30 години и е спазван и от двете страни, като е подновен при идването на новия византийски император Михаил II Балба. Това може би е продиктувано от размяната на клетвени ритуали между двамата владетели (Лъв V трябвало да се закълне по езическите обичаи, а Омуртаг – по християнските). През 823 г. избухва бунтът на византийския пълководец Тома Славянина, който обсажда Константинопол с войските си с цел да се възкачи на императорския престол. Омуртаг оказва военна помощ на император Михаил II Балба и удря бунтовническите войски в гръб. Действията на българския владетел са или в съответствие с клауза от сключения през 816 г. мирен договор, или по лична инициатива на хана.

### Отношения с Франкската империя
В 818 г. по неизвестни причини славянското племе тимочани (населяващи земите по средното течение на Дунав, бившите територии на Аварския хаганат) изпращат пратеничество до Лудвиг Благочестиви с молба да преминат в състава на Франкската империя. Не се знае какъв е последвалият отговор на императора, но на следващата година същите племена преминават в състава на Хърватското княжество. Това не се нрави на франките и посочените племена остават под властта на Людовик.
В продължение на три години (824 – 826 г.) хан Омуртаг се опитва да реши спора с мирни средства, изпращайки пратеници при Лудвиг Благочестиви. След като този подход не помага, ханът изпраща войската си по поречието на река Драва и покорява славяните в земите на Долна Панония. Франките се опитват да противодействат, но не се стига до сериозни сражения. След този краткосрочен конфликт отношенията между двете държави се подобряват, а Омуртаг поставя на мястото на славянските князе в района свои наместници. Подобни събития се разиграват и през 829 г. със същия резултат. За тези събития научаваме доста от възпоменателен надпис в чест на зера-таркан Негавон, който се удавя в Тиса. Освен това между двете държави се простира обширна буферна зона, простираща се между реките Дунав и Тиса. По-важното в случая е желанието на славянските племена да извоюват по-голяма автономност, а това е в разрез с политиката на централизация и приобщаване на славянските племена.
Освен това е намерен още един възпоменателен надпис на копан Окорис, удавил се в Днепър. Той свидетелства за военни действия по североизточната граница на страната, които се датират от преди 824 г. Не е сигурно обаче с кого са воювали българите. В историята е залегнала тезата, че това са били маджарите, но в последно време все по-голямо одобрение печели мнението на професор Иван Божилов, че това са били хазарите. Въпреки че няма свидетелства за крайния изход от войната, може да се предположи, че тя завършила успешно за българите, вследствие на бързите и своевременни действия на хан Омуртаг.

## Вътрешна политика

### Административна реформа
Във вътрешната си политика Омуртаг успява да довърши административната реформа, започната от Крум. С това окончателно е сложен край на двойствеността в държавата и на автономията на славянските племена.
Под влияние на Византия Омуртаг извършва и една сакрализация на властта. Това показва, че ролята на хана като самодържец се утвърждава допълнително.

### Строителна дейност
Преди всичко хан Омуртаг остава в българската история със строителната си дейност, допринесла за развитието на Плисковско-преславската култура. Съхранени са редица извори (Чаталарски и Търновски надписи) и паметни надписи, свидетелстващи за възстановяването на Плиска, както и построяването на нов хански дворец с тронна зала.
Построени са дворци и крепости. Омуртаг оставя знаменития надпис:
| „ | Човек и добре да живее, умира и друг се ражда. Нека роденият по-късно, като гледа този надпис, да си спомня за оногова, който го я направил. А името на архонта е Омортаг хан ювиги. Нека Бог да го удостои да преживее сто години.“ | “ |

Строителство в такива размери може да бъде осъществено единствено от икономически силна държава, каквато България очевидно е по онова време.
Възстановена е Плиска – столицата на България, разрушена в 811 г. от император Никифор. Там е построен нов дворец, езически храм, обновени са градските укрепления. Построява се нов дворец на Дунав, за който се съобщава на надпис, изсечен на колона. Надписът гласи:
| „ | Кан сюбиги Омортаг, обитавайки в стария си дом, направи преславен дом на Дунав и по средата на двата всеславни дома, като измерих (разстоянието), направих на средата могила и от самата среда на могилата до стария ми дворец има 20 000 разтега и до Дунав има 20 000 разтега. Самата могила е всеславна и след като измериха земята, направих този надпис. Човек и добре да живее, умира и друг се ражда. Нека роденият по-късно, като гледа този надпис, да си спомня за оногова, който го е направил. А името на архонта е Омортаг, кан сюбиги. Нека Бог да го удостои да преживее сто години. | “ |

Той поставя и друг надпис за моста на Туца и поставя Чаталарския надпис:
| „ | Великият кан Омуртаг е княз от бога в земята, дето се е родил. Като остая [да пребъдва] в лагера на Пл (и) ска, той построи аул [дворец] на Туца [Туча] и уголеми силата спроти гърци и славяни. И построи изкусно мост на Туца [Туча] зад аула [двореца]; а в самата крепост постави четири стълба и между стълбовете два медни лъва. Нека бог удостои божествения княз да натиска с ногата си императора, докато тече Туца и докато тя задържа многото български противници, и покорявайки враговете си, да преживее в радост и веселие сто години. А времето, когато [дворецът или крепостта] биде построен, беше по български сигор елем, а по гръцки 15-и индиктион. | “ |

### Отношение към християните
По времето на хан Омуртаг, вследствие на териториалното разширение, в пределите на България попадат и много славяни, изповядващи християнството. Гоненията срещу християните в България през IX век, преди всички ромейски пленници от времето на Крум, са мотивирани не от неприемането на „чуждия“ Бог, а от политически причини. Те са смятани за „проводник“ на византийско влияние в държавата. Така на гонения са подложени голяма част от тях. Според данни на съвременника на събитията Теодор Студит емигранти стават български поданици, като знатният сановник Теодор, който бяга в Константинопол, тъй като е недоволен от предприетите ожесточени преследвания срещу привържениците на християнството. Косвени свидетелства за този период се намират и в „Мъченичеството на 15-те тиверополски мъченици“, написано от Теофилакт Охридски. В този източник, написан около три века след посочените събития се твърди, че Енравота – един от синовете на Омуртаг приема новата вяра и се покръства.

### Култура на езическа България
Обособено е развитие на културните традиции на славяни и прабългари по време на езичеството в България. Прабългарските културни достижения имат официален характер и дават облика на столицата Плиска. Поставя се начало на каменните релефи – Мадарския конник. Създава се строителство на владетелски резиденции (водопроводи, мостове и др.) Инициират се многобройни каменни надписи (гръцка азбука).

## Смърт
Хан Омуртаг умира през 831 г. и е наследен на престола от третия си син Маламир († 836), понеже първородният му син Енравота (или Боян) е лишен от трона поради увлечението си по християнската вяра, а вторият му син – Звиница, умира много млад. Причините за смъртта на Омуртаг са неясни. След неочакваната му кончина се появил слух, според който владетелят е бил убит от един свой велможа. Някои учени, като полският византолог Т. Вашилевски, са склонни да приемат това за вярно, като намират потвърждения в последвалата скоро екзекуция на Енравота, съдбата на непълнолетния Маламир, който умира твърде млад и засилването на ролята в политическия живот на кавкан Исбул. Именно той се сочи като организатор на заговора. От друга гледна точка би могло в основа на съзаклятието да е стоял Енравота, а Исбул да го е потушил, утвърждавайки властта на законния престолонаследник. Всички тези хипотези не могат да бъдат напълно доказани. Така повечето изследователи считат, че ханът почива от ненасилствена смърт или просто не обръщат внимание на проблема.

### Омуртаговият гроб
В продължение на близо столетие в историческата наука се води спор за мястото на погребението на хан Омуртаг. Това води до възникването на редица хипотези. Първите от тях възникват във връзка с надпис на владетеля и предположението, че гробницата му е била съградена още преди неговата смърт. Там е описано, че е бил построен „преславен дом“, като по средата на разстоянието между него и Плиска е издигната „преславна могила“. Проф. Васил Златарски съобразява, че гръцката дума „τουμβαν“ от надписа съответства не само на „могила“, но и на „гробница“. Започва археологическото търсене на могилата, което се основава на посочените разстояния в надписа. Руският учен Фьодор Успенски излага хипотеза, още преди Златарски, че тя е една от могилите в землището на село Свещари. Сред посочените една е с особено големи размери (височина от 20 метра), което я прави най-голямата могила в Източна България. По тази причина днес същата могила се нарича „Омуртагова“. След разкопки, извършени през 2012 г., обаче се доказа, че могилата е свързана с погребението на гетския владетел Котела.
Според мнението на Васил Златарски могила няма, а има само гробница, която се намира до село Ташлъ Махле (несъществуващо днес), в близост до град Дулово, където се намира старинната крепост Ташлъ Махле калая. Професорът предполага, че колоната с Търновския надпис се е намирала при входа на крепостта, край пътя до нея. Тази хипотеза не е обстойно археологически проучена, но науката смята, че аргументацията ѝ е несъстоятелна, тъй като местоположението на крепостта я свързва по-скоро с ранновизантийската отбранителна система, а също липсват следи от монументални строежи във и около нея.
По-късно учителят и археолог Анание Явашов изказва мнение, че могилата от Търновския надпис е казълбашкото теке Демир баба, намиращо се близо до споменатата Омуртагова могила. Авторът на хипотезата смята, че в сградата е погребан владетеля, а векове по-късно тя става теке. Археологическите проучвания обаче показват, че сградата е построена около XVI – XVII век и не може да има връзка с хан Омуртаг. Под основите ѝ няма останки от старобългарски строежи. Поради белези от вторично използване на някои от градивните елементи на постройката има възможност тя да е била построена от материали, получени след разрушаване на гробницата на хана. Тази вероятност не е проучена.
Според проф. Веселин Бешевлиев гробницата на Омуртаг се намира в старобългарското укрепено селище в близост до с. Кладенци, Добричко. Други учени обаче смятат, че то е селище от най-обикновен тип, а описаното в надписа съоръжение е характеризирано като „всеславно“, поради което отхвърлят тази версия.
В по-ново време проф. Стефан Бояджиев излага становище, че погребението на хана е станало в столицата Плиска. Там под основите на Голямата базилика са открити останките на кръстовидна постройка със заоблени стени. Според споменатия изследовател тя е представлявала езически мавзолей, в който са били погребвани българските ханове. Подкрепа твърдението намира в обстоятелството, че планово аналогични сгради с такава цел са били откривани в Средна Азия. И при тях както и в други старобългарски строежи се откриват отгласи на древна източна култура. Друго доказателство за тази хипотеза са откритите в близост каменни саркофази, върху капака на един от които е изсечен възпоменателен надпис на кан Омуртаг, посветен на кандидата Турдачис. Счита се, че вероятността за съществуването на този мавзолей е реална, тъй като сгради с такава функция присъстват в погребалните обичаи и на други народи. Тази хипотеза обаче все още не е доказана.
Така въпросите около гроба на кана сюбиги Омуртаг остават открити.

## Спорове около името
Има мнение, поддържано от медиевиста Рашо Рашев, че името на хана не е добре разчетено от преводача и всъщност е Муртаг. Името също така е засвидетелствано и като Муртагон. Едноименен връх се намира в планината Тян Шан в днешен Китай.

## Любопитно
На Омуртаг е наречена улица „Хан Омуртаг“ в София (Карта).
В началото на 2020 г. на аукцион в Ню Йорк, САЩ за 47 000 долара е закупен медальон, за който се счита, че е на хан Омуртаг. Прочутата аукционна къща „Класик Нумизматик Груп“ спазва правилата и запазва анонимността на купувача. Единственият подобен медальон до днес е открит от П. Славчев през 1975 г. и се намира в НИМ. Продадения в САЩ медальон на хан Омуртаг, обаче е в много по-добро състояние. По молба на българските власти прокуратурата и ФБР вършат разследване за случая с медальона – дали е оригинал или копие и как е попаднал в Америка.